# Da Vinci Kids
Da Vinci Kids (cunoscut ca Da Vinci Learning până în 2018) este un post de televiziune educațional, înființat în anul 2007, ce emite în: Bosnia și Herțegovina, Bulgaria, Croația, Estonia, Letonia, Lituania, Macedonia, Malaezia, Polonia, Republica Cehă, România, Rusia, Serbia, Slovacia, Slovenia, Thailanda, Turcia, Ucraina, Ungaria și Africa de Sud. Grila de programe a postului se axează pe educație distractivă - tehnologie, inginerie, biologie, fizică, astronomie, geologie, antropologie, informatică, matematică, chimie, știința mediului etc. Publicul țintă este întreaga familie. Începând cu anul 2018, stația de învățământ Da Vinci Learning și-a schimbat numele în Da Vinci Kids.

## Istoric
Da Vinci Learning a fost înființat în vara anului 2007 la Berlin, în Germania. Directorul postului este Ferdinand Habsburg.
Prima țară în care canalul a putut fi recepționat a fost Polonia, la data de 15 septembrie 2007. Programele postului sunt în limbile: engleză, franceză, germană și spaniolă. Grila de programe include trei secțiuni, dedicate copiilor, familiei și adulților. Din 1 martie 2008, Da Vinci Learning poate fi recepționat în România. Canalul poate fi urmărit în rețelele: Vodafone România (fostul UPC), Orange România (fostul Dolce), DIGI (fostul Akta TV), NextGen și la numeroase societăți prin cablu.
Da Vinci Learning emite 24 de ore din 24 iar programele sunt integral subtitrate în limba română. Ambasadorul Da Vinci Learning în România este astronautul român Dumitru Dorin Prunariu, președintele Directoratului Agenției Spațiale Române.
Canalul Da Vinci Learning a intrat în grila RCS&RDS pe 26 mai 2016.
Din 1 februarie 2022 versiunea HD s-a lansat la Vodafone TV și Orange TV înlocuind versiunea SD.

## Marketing
Strategia de marketing a Da Vinci Learning e caracterizată de acțiuni derulate în colaborare cu parteneri locali, instituții care sunt deja implicate în procesul de popularizare a științei cum ar fi muzee, ONG-uri sau reviste cu profil științific. Astfel, Da Vinci Learning e partenerul științific al Muzeul Național de Istorie Naturală Grigore Antipa din București cu care a organizat seria de acțiuni Legănați de Deinotherium, un program în cadrul căruia o serie de copii au putut înnopta în Sala deinotheriului a muzeului. O altă acțiune a fost participarea la expediția Dakhla. desfășurată în Maroc , alături de Societatea de Explorări Oceanografice și Protecție a Mediului Marin OCEANIC-CLUB, de Muzeul de Istorie Națională și Arheologie din Constanța și Institutul de Speologie "Emil Racoviță" din Cluj-Napoca.

## Seriale

### Ce și cum
Serialul educativ Ce și cum (titlu original: Was ist was) este transpunerea televizată a seriei de cărți ilustrate cu caracter enciclopedic Ce și cum publicată în România de editura Rao. Serialul TV Ce și cum are 26 de episoade. Amfitrionii emisiunii sunt personajele animate Theo, Tess și Quentin care descoperă și explică în fiecare episod un nou subiect (Roma antică, Mașini, Avioane, Trenuri, Pământul, Luna, Calculatoarele, Dinozaurii etc.)

### A fost odată...
Seria A fost odată... (titlu original: Il était une fois…) este un serial de animație francez produs între anii 1978 și 1995. Părintele serialului este regizorul și producătorul francez Albert Barillé. Scopul seriei este să-i educe pe copii într-un mod distractiv, oferindu-le primele noțiuni de: istorie, biologie, anatomie, matematică, astronomie și geografie. Serialul este compus din șase serii a câte 26 de episoade fiecare: Povestea omului (Il était une fois… L'homme  - 1978), Universul ("Il était une fois… l'espace"- 1982), Povestea vieții ("Il était une fois… la vie" - 1986), A fost odată... America ("Il était une fois… les Amériques" - 1991), Povestea descoperirilor ("Il était une fois… les découvreurs" -  1994), Povestea exploratorilor ("Il était une fois… les explorateurs" - 1996)  Figura principală a serialului este “Maestro”, un bătrân înțelept și cu o barbă uriașă albă care preia în multe episoade rolul povestitorului sau al inventatorului.

### Expresul Exploratorilor
Expresul Exploratorilor (titlu original: Forscherexpress) este un magazin științific prezentat de Kati Bellowitsch și Thomas Brezina. Cei doi moderatori își desfășoară activitatea într-un tren transformat în laborator științific. Emisiunea se axează pe experimente ce pot fi imitate ușor de copii și părinți. O constantă a emisiunii o prezintă vizitele la Grădina Zoologică Schönbrunn din Viena, unde sunt portretizate diferite specii de animale.

### Marvi Hämmer
Este un magazin științific pentru întreaga familie moderat de personajul animat 3D Marvi Hämmer, un șobolan ce trăiește, neobservat de nimeni, într-un studio de televiziune. Noapte de noapte, imediat după ce jurnaliștii pleacă acasă, micuțul rozător preia controlul studioului și-și începe propriul show de televiziune. Susținut de o echipă de reporteri animați Jaycee, Mingh și Roberto, Marvi Hämmer prezintă filme care explică modul de viață al diferitelor animale de pe Pământ. În fiecare episod, Marvi are parte de tot felul de aventuri în studioul în care trăiește, preocuparea lui principală fiind căutarea resturilor de mâncare uitate de oameni fără a fi totuși descoperit de aceștia.

## Emisiuni
- Lumea la orizont
- A fost odată… America
- A fost odată ... Terra
- Marvi Hämmer
- Echipajul numerelor
- Să ne jucăm cu numerele
- Matematica stelară
- Povestea vieții
- Povestea omului
- Casa matematicii
- Compania Electrică
- Terra văzută de Alban
- Pentru junior
- Tehnologia pentru cei mici
- Știința pentru toți
- Ce și cum
- Artzooka
- Totul pentru copii
- Degete dibace

## Emisiuni pentru familie
- E posibil
- Știință pură
- Mari gânditori
- Science Shack
- Catalizatorul
- Cinematografia americană
- Kopfball – Jocul minții
- Cobaii
- V-ați pus vreodată întrebări despre mâncare
- Prelegerile lui Mark Steel
- Ființa digitală
- NOVA-Actualitatea științifică
- Expresul Exploratorilor
- Lupta lui Galileo pentru ceruri